# العلاقات الكويتية الكورية الشمالية
العلاقات الكويتية الكورية الشمالية هي العلاقات الثنائية التي تجمع بين الكويت وكوريا الشمالية.

## مقارنة بين البلدين
هذه مقارنة عامة ومرجعية للدولتين:
| وجه المقارنة                                              | الكويت        | كوريا الشمالية                        |
| --------------------------------------------------------- | ------------- | ------------------------------------- |
| المساحة (كم2)                                             | 17.82 ألف     | 120.54 ألف                            |
| عدد السكان (نسمة)                                         | 4.14 مليون    | 25.49 مليون                           |
| الكثافة السكانية (ن./كم²)                                 | 232.32        | 211.47                                |
| العاصمة                                                   | مدينة الكويت  | بيونغيانغ                             |
| اللغة الرسمية                                             | اللغة العربية | لغة كوريا الشمالية القياسية ‏          |
| العملة                                                    | دينار كويتي   | وون كوري شمالي                        |
| الناتج المحلي الإجمالي (بليون دولار)                      | 120.13 مليار  |                                       |
| الناتج المحلي الإجمالي (تعادل القوة الشرائية) بليون دولار | 290.53 مليار  |                                       |
| الناتج المحلي الإجمالي الاسمي للفرد دولار أمريكي          | 29.30 ألف     |                                       |
| الناتج المحلي الإجمالي للفرد دولار أمريكي                 | 73.25 ألف     |                                       |
| مؤشر التنمية البشرية                                      | 0.816         |                                       |
| رمز المكالمات الدولي                                      | +965          | +850                                  |
| رمز الإنترنت                                              | .kw           | .kp                                   |
| المنطقة الزمنية                                           | ت ع م+03:00   | ت ع م+08:30، ت ع م+08:30، ت ع م+09:00 |

## منظمات دولية مشتركة
يشترك البلدان في عضوية مجموعة من المنظمات الدولية، منها:
| علم المنظمة | اسم المنظمة                   | تاريخ انضمام الكويت | تاريخ انضمام كوريا الشمالية |
| ----------- | ----------------------------- | ------------------- | --------------------------- |
|             | يونسكو                        | 18 نوفمبر 1960      | 18 أكتوبر 1974              |
|             | الاتحاد الدولي للاتصالات      | 14 أغسطس 1959       | ?                           |
|             | الاتحاد البريدي العالمي       | ?                   | ?                           |
|             | الأمم المتحدة                 | 14 مايو 1963        | 17 سبتمبر 1991              |
|             | المنظمة الهيدروغرافية الدولية | ?                   | ?                           |

## وصلات خارجية
- موقع وزارة الخارجية الكويتية
- موقع وزارة الخارجية الكورية الشمالية